# Dame N'Doye
Dame N'Doye (Thiès, 21 februari 1985) is een Senegalees voetballer die bij voorkeur als aanvaller speelt. Hij keerde in juli 2018 terug bij FC Kopenhagen, dat hem transfervrij overnam van Trabzonspor. N'Doye debuteerde in 2010 in het Senegalees voetbalelftal.

## Carrière
N'Doye professionele loopbaan begon bij Jeanne D'arc in Senegal in 2003. Na drie seizoenen verhuisde hij naar Al-Sadd voor een vergoeding van 500.000 euro. Het jaar erna vertrok hij weer om zijn geluk te beproeven in Portugal, bij Coimbra. Ook daar vertrok N'Doye na één seizoen, naar Panathinaikos, dat €800.000,- voor hem betaalde verhuisde. Op 14 augustus 2008 verkreeg hij een transfervrije status naar OFI Kreta, omdat hij niet voorkwam in de plannen van toenmalig trainer Henk ten Cate.

### FC Kopenhagen
N'Doye vond onderdak bij OFI Kreta, dat hem in januari 2009 voor circa €2.000.000,- verkocht aan FC Kopenhagen. Hij scoorde zijn eerste goal voor de Denen op 7 maart 2009 tegen Randers FC (3-0 winst). Hij werd in 2009/2010 landskampioen met de club, waarvoor hij dat jaar veertien keer scoorde. N'Doye werd in het seizoen  2010/2011 met 25 goals topscorer van Denemarken. Daarmee bleef hij drie doelpunten onder Ebbe Sands competitierecord van 28 goals.

## Erelijst
FC Kopenhagen
- Deens landskampioen

2009, 2010, 2011, 2019
- Topscorer Superligaen

2011 (25 goals)
2012 (18 goals)